# Автомагистральная улица (Екатеринбург)
Автомагистра́льная у́лица — улица в жилом районе (микрорайоне) «Сортировочный» Железнодорожного административного района Екатеринбурга.

## Расположение и благоустройство
Улица проходит с юго-востока на северо-запад параллельно железной дороге. Начинается от пересечения с улицей Пехотинцев и заканчивается в промзоне за Расточной улицей. Пересекается с улицами Бебеля и Расточной. Слева на улицу выходят Теплоходный проезд, Проходной переулок и Маневровая улица. Справа примыканий к улице нет.
Протяжённость улицы составляет около 4 км. Ширина проезжей части — около 7 м (по одной полосе в каждую сторону движения). На протяжении улицы имеется два светофора (на перекрёстках с улицами Пехотинцев и Бебеля) и один нерегулируемый пешеходный переход (напротив дома № 4). С нечётной стороны улица оборудована тротуаром, а также оборудована уличным освещением. Нумерация домов начинается от улицы Пехотинцев.

## История
Начало застройки улицы жилыми домами относится к 1976 году. Этажность жилой застройки — 9—16 этажей. Большую часть протяжённости улицы занимает промышленно-складская застройка (к западу от улицы Бебеля).

## Примечательные здания и сооружения
- № 11а — детский сад № 117.
- № 19а — детский сад № 116.

## Транспорт
Автомобильное движение на всей протяжённости улицы двустороннее.

### Наземный общественный транспорт
Движение наземного общественного транспорта по улице не осуществляется. Ближайшая к началу улицы остановка общественного транспорта — «Школа» (ул. Пехотинцев), к концу улицы — «Монтажников» (Расточная ул.).

### Ближайшие станции метро
Действующих станций Екатеринбургского метрополитена поблизости нет. Проведение линий метро в район улицы не запланировано.